# 9385 Avignon
9385 Avignon è un asteroide della fascia principale. Scoperto nel 1993, presenta un'orbita caratterizzata da un semiasse maggiore pari a 3,1524381 UA e da un'eccentricità di 0,2478361, inclinata di 14,45693° rispetto all'eclittica.